# Seznam kompetitivních map v Counter-Striku
Videohry Counter-Strike: Global Offensive a Counter-Strike 2 jsou střílečky z první osoby vyvíjené společností Valve jako součást série Counter-Strike. Za několik desítek let existence této série se kolem hry vytvořila početná esportová komunita. Kompetitivní zápasy ve videohře jsou hrány na jednotlivých videoherních mapách, které se liší svou podobou, ale do značné míry i herní mechanikou.

## Mapy
K roku 2025 bylo součástí aktivního výběru celkem sedm map. Ty se však v průběhu let různě proměňovaly. V seznamu níže jsou uvedeny všechny mapy, které byly alespoň po určitou chvíli součástí tohoto výběru.
- Dust II – je nástupkyní mapy Dust a odehrává se v blíže nespecifikovaném pouštním městě; ve videohře se nachází od roku 2001 a je zřejmě nejznámější mapou celé videoherní série, významnými úpravami prošla v rámci aktualizace hry CS:GO v říjnu 2017
- Inferno – vyšla v roce 2001, zásadní proměnou prošla v roce 2005 v rámci videohry Counter-Strike: Source
- Mirage – vydána v roce 2013, jedna z nejpopulárnějších map ve videohře, velmi často hraná na turnajích Counter-Strike Major Championships
- Nuke – vydána v roce 1999, významně upravena v roce 2016, další dílčí úpravy rozvržení mapy byly provedeny v roce 2018
- Overpass – vydána v roce 2013, významně upravena byla v roce 2014; z aktivního výběru kompetitivních map byla vyřazena v roce 2024
- Ancient – vydána byla v roce 2020 při příležitosti vydání operace Operation Broken Fang jako nástupce mapy Aztec; odehrává se na archeologickém nalezišti zřejmě ve Střední Americe
- Train – vydána byla v roce 1999, v roce 2014 byla upravena pro potřeby hry CS:GO, v letech 2021 až 2025 nebyla součástí aktivního výběru kompetitivních map
- Vertigo – vydána v roce 2001, součást CS:GO od roku 2012, v roce 2019 byla zařazena do aktivního výběru kompetitivních map; odehrává se na vrcholu rozestavěného mrakodrapu ve velkém městě, v roce 2025 byla z aktivního výběru kompetitivních map vyřazena
- Anubis – komunitě vytvořená mapa, ve hře se poprvé objevila v roce 2020; odehrává se na neznámém místě v Egyptě; v listopadu 2022 se stala poslední mapou přidanou do aktivního výběru kompetitivních map před příchodem hry Counter-Strike 2
- Cache – vydána v roce 2004 pro Counter-Strike: Source, součástí aktivního výběru kompetitivních map se stala v roce 2014 jako tehdy vůbec první mapa vytvořená komunitou a nikoliv vývojáři ze společnosti Valve; v roce 2019 byla ze hry odstraněna a nahrazena mapou Vertigo; v květnu 2025 měla práva k vlastnictví mapy získat společnost Valve

Kromě výše uvedených map se ve videohře Counter-Strike nachází také některé další mapy (a to napříč různými herními módy), které ke kompetitivnímu hraní nejsou využívány, například mapa Canals. Běžní hráči videohry tak mohou hrát vícero různých map, nikoliv pouze sedm z výběru aktivních kompetitivních.